# Artemita aurata
Artemita aurata är en tvåvingeart som beskrevs av Macquart 1846. Artemita aurata ingår i släktet Artemita och familjen vapenflugor. Inga underarter finns listade i Catalogue of Life.